# 站南街道 (朝阳市)
站南街道，是中华人民共和国辽宁省朝阳市双塔区下辖的一个乡镇级行政单位。

## 行政区划
站南街道下辖以下地区：
珠南社区、铁路社区、鹏程社区、北方社区、肖家村和榆树林子村。